# Scottish Third Division 1994/95
Die Scottish Football League Third Division wurde 1994/95 zum ersten Mal unter diesem Namen ausgetragen. Es war zudem die allererste als nur noch vierthöchste schottische Liga. In der vierthöchsten Fußball-Spielklasse der Herren in Schottland traten in der Saison 1994/95 10 Klubs in insgesamt 36 Spieltagen gegeneinander an. Jedes Team spielte jeweils viermal gegen jedes andere Team. Bei Punktgleichheit zählte die Tordifferenz.
Es war die erste Saison in der die 3-Punkte-Regel galt. Die Meisterschaft gewann Forfar Athletic, das sich damit gleichzeitig zusammen mit dem Tabellenzweiten FC Montrose, die Teilnahme an der Second Division-Saison 1995/96 sicherte. Torschützenkönig mit 23 Treffern wurde Mark Yardley vom FC Cowdenbeath.

## Vereine
| Verein                       | Stadt       | Stadion             |
| ---------------------------- | ----------- | ------------------- |
| Albion Rovers                | Coatbridge  | Cliftonhill         |
| Alloa Athletic               | Alloa       | Recreation Park     |
| FC Arbroath                  | Arbroath    | Gayfield Park       |
| FC Cowdenbeath               | Cowdenbeath | Central Park        |
| FC East Stirlingshire        | Falkirk     | Firs Park           |
| Forfar Athletic              | Forfar      | Station Park        |
| Inverness Caledonian Thistle | Inverness   | Telford Street Park |
| FC Montrose                  | Montrose    | Links Park          |
| FC Queen’s Park              | Glasgow     | Hampden Park        |
| Ross County                  | Dingwall    | Victoria Park       |

## Statistiken

### Abschlusstabelle
| Pl. | Verein                           | Sp. | S  | U | N  | Tore    | Diff. | Punkte |
| --- | -------------------------------- | --- | -- | - | -- | ------- | ----- | ------ |
| 1.  | Forfar Athletic (A)              | 36  | 25 | 5 | 6  | 067:330 | +34   | 80     |
| 2.  | FC Montrose (A)                  | 36  | 20 | 7 | 9  | 063:320 | +31   | 67     |
| 3.  | Ross County (N)                  | 36  | 18 | 6 | 12 | 059:440 | +15   | 60     |
| 4.  | FC East Stirlingshire (A)        | 36  | 18 | 5 | 13 | 061:500 | +11   | 59     |
| 5.  | Alloa Athletic (A)               | 36  | 15 | 9 | 12 | 050:450 | +5    | 54     |
| 6.  | Inverness Caledonian Thistle (N) | 36  | 12 | 9 | 15 | 048:610 | −13   | 45     |
| 7.  | FC Arbroath (A)                  | 36  | 13 | 5 | 18 | 051:620 | −11   | 44     |
| 8.  | FC Queen’s Park (A)              | 36  | 12 | 6 | 18 | 046:570 | −11   | 42     |
| 9.  | FC Cowdenbeath (A)               | 36  | 11 | 7 | 18 | 048:600 | −12   | 40     |
| 10. | Albion Rovers (A)                | 36  | 5  | 3 | 28 | 027:820 | −55   | 18     |

Platzierungskriterien: 1. Punkte – 2. Tordifferenz – 3. geschossene Tore – 4. Direkter Vergleich (Punkte, Tordifferenz, geschossene Tore)
| Saison 1994/95 |

| Zum Saisonende 1993/94 |                                                |
| (A)                    | Absteiger aus der Second Division              |
| (N)                    | Neuaufsteiger aus der Highland Football League |